# Football Inter Club Association
El Football Inter Club Association du Cap-Haïtien (en español: Club de Fútbol Inter de la Asociación de Cap-Haïtien), conocido simplemente como FICA, es un equipo de fútbol de Haití que juega en la Liga de fútbol de Haití, la liga de fútbol más importante del país.

## Historia
Fue fundado el 17 de octubre del año 1973 en la ciudad de Cap Haïtien y está a cargo de la Asociación de Cap Haïtien, la cual vela por el desarrollo de la ciudad.
Es uno de los equipos más ganadores del fútbol de Haití, ya que cuenta con ocho títulos de liga y una final del torneo super 8.
A nivel internacional han participado en 3 torneos continentales, en los cuales su mejor participación ha sido en la Copa de Campeones de la Concacaf 1990, en la cual fue eliminado en la segunda ronda del Caribe por el FC Pinar del Río de Cuba.

## Palmarés
- Liga de fútbol de Haití: 8

1988/89, 1990, 1990/91, 1993/94, 1998, 2001, 2015-C, 2016-C
- Torneo Super 8: 0
  - Finalista: 1

2011

## Participación en competiciones de la Concacaf
- Copa de Campeones de la Concacaf: 2 apariciones

1990 - Segunda ronda Caribeña
1995 - Primera ronda Caribeña
- Campeonato de Clubes de la CFU: 1 aparición

2002 - abandonó en la Primera ronda